# Polska Formuła 3 Sezon 2004
2004 – piętnasty sezon Polskiej Formuły 3, rozgrywany w ramach WSMP. W ramach cyklu rozgrywano łączone zawody Formuły 3 i klasy E2000.

## Zwycięzcy
| Runda | Data             | Tor    | Pole position | Najszybsze okrążenie | Zwycięzca (kierowcy) | Zwycięzca (zespoły)    |
| ----- | ---------------- | ------ | ------------- | -------------------- | -------------------- | ---------------------- |
| 1     | 22 maja          | Poznań | Michał Gil    | Michał Gil           | Michał Gil           | Norma 2000 Racing Team |
| 2     | 11–12 czerwca    | Kielce | Michał Gil    | Cezary Ruszkowski    | Michał Gil           | Norma 2000 Racing Team |
| 3     | 23–24 lipca      | Kielce | Michał Gil    | Michał Gil           | Michał Gil           | Norma 2000 Racing Team |
| 4     | 23–24 lipca      | Kielce | Michał Gil    | Cezary Ruszkowski    | Cezary Ruszkowski    | F.J. Team              |
| 5     | 24–26 września   | Brno   | ?             | ?                    | Michał Gil           | Norma 2000 Racing Team |
| 6     | 24–26 września   | Brno   | ?             | ?                    | Michał Gil           | Norma 2000 Racing Team |
| 7     | 2–3 października | Poznań | Michał Gil    | Michał Gil           | Michał Gil           | Norma 2000 Racing Team |

## Klasyfikacja kierowców
| Legenda oznaczeń w tabelach wyników Wyświetl szablon na nowej stronie | Legenda oznaczeń w tabelach wyników Wyświetl szablon na nowej stronie                                                                     |
| Oznaczenie                                                            | Wyjaśnienie |
| --------------------------------------------------------------------- | --- |
| Złoty                                                                 | Zwycięzca lub mistrzostwo |
| Srebrny                                                               | 2. miejsce lub wicemistrzostwo |
| Brązowy                                                               | 3. miejsce lub II wicemistrzostwo |
| Zielony                                                               | Ukończył, punktował (w klasyfikacji generalnej, gdy zdobył co najmniej jeden punkt na przestrzeni sezonu, poza trzema powyższymi opcjami) |
| Niebieski                                                             | Ukończył, nie punktował (w klasyfikacji generalnej, gdy nie zdobył co najmniej jednego punktu na przestrzeni sezonu)                      |
| Czerwony                                                              | Nie zakwalifikował się (NZ) |
| Czerwony                                                              | Nie prekwalifikował się (NPK) |
| Różowy                                                                | Nie ukończył (NU) |
| Różowy                                                                | Niesklasyfikowany (NS) (w klasyfikacji generalnej, gdy nie został sklasyfikowany w żadnym wyścigu sezonu)                                 |
| Czarny                                                                | Zdyskwalifikowany (DK) |
| Czarny                                                                | Wykluczony (WYK/EX) |
| Biały                                                                 | Nie wystartował (NW) |
| Biały                                                                 | Kontuzjowany (K/INJ) |
| Biały                                                                 | Wyścig odwołany (OD/C) |
| Bez koloru                                                            | Został wycofany (WYC/WD) |
| Bez koloru                                                            | Nie przybył (NP/DNA) |
| Bez koloru                                                            | Nie brał udziału w treningach (NT/DNP) |
| Bez koloru                                                            | Nie został zgłoszony (–) |
| Pogrubienie                                                           | Start z pole position |
| Kursywa                                                               | Najszybsze okrążenie wyścigu |
| †                                                                     | Nie ukończył, ale jego rezultat został zaliczony ze względu na przejechanie więcej niż 90% dystansu wyścigu.                              |
| *                                                                     | Sezon w trakcie |
| 1/2/3                                                                 | Punktowana pozycja w sprincie kwalifikacyjnym                                                                                             |
| Lista systemów punktacji Formuły 1                                    | |

| Poz. | Kierowca           | Zespół                    | POZ | KIE | KIE | KIE | BRN | BRN | POZ | Punkty |
| ---- | ------------------ | ------------------------- | --- | --- | --- | --- | --- | --- | --- | ------ |
| 1    | Michał Gil         | Norma 2000 Racing Team    | 1   | 1   | 1   | NU  | 1   | 1   | 1   | 200    |
| 2    | Cezary Ruszkowski  | F.J. Team                 | 2   | 2   | 5   | 1   | 2   | 2   | NW  | 176    |
| 3    | Tomasz Dąbrowski   | F.J. Team                 | 3   | 3   | 3   | 2   | 3   | 6   | -   | 154    |
| 4    | Hieronim Kochański | F.J. Team                 | NW  | 5   | 2   | NU  | 5   | 5   | 3   | 142    |
| 5    | Marek Sawczenko    | F.J. Team                 | NW  | NW  | 7   | 3   | 6   | 4   | 4   | 132    |
| 6    | Wojciech Jankowski | F.J. Team                 | NU  | NU  | 4   | DK  | 4   | 3   | 2   | 120    |
| 7    | Piotr Kaźmierczak  | Automobilklub Polski      | -   | 4   | 6   | NU  | -   | -   | -   | 52     |
| 8    | Mirosław Bednarski | Automobilklub Krakowski   | -   | -   | -   | -   | -   | -   | 5   | 26     |
| 9    | Robert Florkowski  | Automobilklub Rzemieślnik | -   | -   | -   | NU  | -   | -   | 6   | 24     |
| NS   | Cezary Szlawski    | Automobilklub Kielecki    | NU  | -   | -   | -   | -   | -   | -   | 0      |
| NS   | Artur Skwarzyński  | F.J. Team                 | -   | -   | -   | -   | -   | -   | DK  | 0      |